# El asesinato del sábado por la mañana
El asesinato del sábado por la mañana, es una novela policíaca de la escritora israelí Batya Gur (Tel Aviv, 20 de enero de 1947 - 19 de mayo de 2005), publicada en español en 1998 (Madrid, Siruela, 1998, 359 páginas. Traducción del inglés: María Corniero.

## Reseña
«El asesinato del sábado por la mañana. Un caso analítico», una mañana al final del invierno, en medio de la quietud del shabat, Shlomo Gold descubre el cadáver de la respetada doctora Eva Neidorf, en el Instituto Psicoanalítico Deutsch de Jerusalén, donde más tarde daría una conferencia sobre aspectos éticos y legales del tratamiento psicoanalítico. Michael Ohayon, encargado de resolver el asesinato, usa su método de investigación que implica entender el mundo intelectual y emocional de las personas relacionadas con el caso. Esto lo lleva a indagar en las leyes del mundo del Instituto, el proceso del psicoanálisis y las relaciones entre pacientes y analistas. Enfrentado a robos, enfermos mentales y abusos de poder, termina sumergido en una estructura cerrada en donde la discreción y la reserva absoluta gobiernan el trabajo y las conductas de los implicados. En Israel, a partir de su argumento, se realizó un film televisivo.
Con una intriga planteada diestramente y resuelta con maestría, El asesinato del sábado por la mañana (premio a la mejor novela policíaca en Alemania) fue probablemente la primera novela de misterio de un autor israelí que llegó a un público internacional. La crítica estadounidense, japonesa y europea ha coincidido al calificarla como una excelente novela policíaca cuya novedad reside en su escenario y en los personajes, que no olvidan reflejar las paradojas y tensiones particulares del Israel de nuestros días.
- Datos: Q5823924